# 卵形尾孢虫
卵形尾孢虫（学名：Henneguya ovaliformis）为尾孢科尾孢虫属的动物。在中国，分布于云南等，营寄生生活，寄生在线鳢的肠系膜。